# WrestleMania I
WrestleMania (sequencialmente conhecido como WrestleMania I) foi o evento inaugural WrestleMania e pay-per-view (PPV) inaugural de luta livre profissional (apenas em áreas selecionadas), produzido pela World Wrestling Federation (WWF, agora WWE) . Aconteceu em 31 de março de 1985, no Madison Square Garden, em Nova York. O público do evento foi de 19.121. O evento foi visto por mais de um milhão de telespectadores através de circuito fechado de televisão, tornando-se a maior exibição pay-per-view de um evento de luta livre em circuito fechado de televisão nos Estados Unidos na época.
O show consistiu em nove lutas de wrestling profissional. No evento principal, Hulk Hogan e Mr. T derrotaram Paul Orndorff e Roddy Piper. Além disso, Wendi Richter (acompanhado pela gerente Cyndi Lauper) derrotou Leilani Kai para ganhar o Campeonato Feminino da WWF, e Nikolai Volkoff e The Iron Sheik derrotaram The U.S. Express (Mike Rotundo e Barry Windham) para ganhar o Campeonato de Duplas da WWF. Celebridades convidadas incluíam o ex-campeão de boxe peso-pesado Muhammad Ali como árbitro, o jogador/gerente de beisebol Billy Martin como locutor do ringue e o músico-ator Liberace como cronometrista.

## Produção
A participação no evento foi de 19.121. Além disso, o evento foi visto por mais de um milhão de telespectadores através de circuito fechado de televisão, tornando-se o maior evento de luta livre em circuito fechado de televisão nos Estados Unidos na época. Uma falha técnica encerrou a transmissão em circuito fechado no início da exibição na Civic Arena em Pittsburgh, Pensilvânia. Para apaziguar os fãs irritados que jogaram lixo na tela, WrestleMania foi transmitido em sua totalidade na afiliada local da ABC WTAE-TV duas semanas depois.
O locutor da WWF, Gene Okerlund, cantou o hino nacional, e Gorilla Monsoon e Jesse Ventura se apresentaram nos comentários. Okerlund também fez entrevistas nos bastidores, e Alfred Hayes fez entrevistas perto da entrada do vestiário, do lado de fora do ringue. Howard Finkel foi o locutor do ringue. O tema de abertura do evento foi a parte instrumental do hit de Phil Collins e Philip Bailey "Easy Lover", enquanto o tema de encerramento dos créditos foi "Axel F" de Harold Faltermeyer. Os convidados de celebridades presentes incluíram Billy Martin, Cyndi Lauper, Mr. T, Muhammad Ali e Liberace acompanhados por The Rockettes.

### Introdução
Durante a década de 1980, a principal competição da World Wrestling Federation na indústria de wrestling profissional foi de Jim Crockett Promotions. Vince McMahon rebateu os bem sucedidos eventos anuais Starrcade de Jim Crockett, que começaram a ser exibidos em 1983, criando a franquia WrestleMania. Um acordo de direitos que Barry Diller, chefe da Paramount, co-proprietária da USA Network, promoveu em 1983 também permitiu um melhor acesso à programação no Madison Square Garden, inclusive em qualquer rede regional de televisão paga.
Para a primeira WrestleMania, McMahon começou a promover a MTV, que exibiu dois especiais de luta livre. O primeiro foi The Brawl to End It All, exibido em 23 de julho de 1984, no qual uma partida de uma transmissão ao vivo do Madison Square Garden foi exibida na MTV. Wendi Richter, aliado de Cyndi Lauper, derrotou The Fabulous Moolah, apoiado por Lou Albano, para ganhar o Campeonato Feminino da WWF no card. Em The War to Settle the Score, que foi ao ar em 18 de fevereiro de 1985, Leilani Kai, acompanhada por Moolah, derrotou Richter, novamente acompanhada por Lauper, para ganhar o Campeonato Feminino. Além de Lauper, outras celebridades também apareceram durante a preparação e no evento; mais notavelmente Muhammad Ali, Liberace (com The Rockettes) e o gerente da Major League Baseball Billy Martin apareceram durante o evento principal.
WrestleMania se tornaria o principal evento da WWF. Desde então, tornou-se o evento de luta livre profissional mais antigo da história e é realizado anualmente entre meados de março e meados de abril. Após o advento do Survivor Series em 1987 e, em seguida, Royal Rumble e SummerSlam em 1988 - os quatro pay-per-views originais da WWF - os quatro acabariam sendo apelidados de "Big Four". A WrestleMania acabaria sendo descrita como o Super Bowl do entretenimento esportivo.

### Histórias
O card consistia em nove lutas que resultaram de histórias roteirizadas, onde os lutadores retratavam vilões, heróis ou personagens menos distinguíveis em eventos roteirizados que criavam tensão e culminavam em uma luta ou série de lutas, com resultados predeterminados pelos escritores do WWF.
Três títulos foram defendidos na WrestleMania: o Campeonato Feminino da WWF, o Campeonato Intercontinental dos Pesos-Pesados da WWF e o Campeonato Mundial de Duplas da WWF. Antes do evento, Greg "The Hammer" Valentine havia rivalizado com Tito Santana pelo cinturão Intercontinental dos Pesos-Pesados. Valentine derrotou Santana em 24 de setembro de 1984 pelo campeonato. Mike Rotunda e Barry Windham ganharam o Campeonato de Duplas da WWF três meses antes da WrestleMania da equipe de Adrian Adonis e Dick Murdoch.
Nos meses que antecederam a primeira WrestleMania, "Rowdy" Roddy Piper começou um segmento de talk show na televisão WWF intitulado "Piper's Pit". Em um episódio do programa, ele atingiu Jimmy Snuka na cabeça com um coco, levando a uma briga entre os dois homens. Como parte do enredo, Piper recrutou Bob Orton para ser seu guarda-costas. Em outro episódio de Piper's Pit, Piper falou contra a crescente conexão do Rock 'n' Wrestling, que levou a um confronto com Hulk Hogan. Em fevereiro de 1985, os dois homens se enfrentaram no The War to Settle the Score, onde Hogan venceu por desqualificação após interferência de Paul Orndorff e Mr. T. Sua rivalidade em andamento levou à luta na WrestleMania.
Como parte da promoção do evento, Hogan apareceu no Hot Properties quatro dias antes da WrestleMania, onde colocou o apresentador Richard Belzer em um chinlock frontal - um movimento que corta o fluxo de sangue para o cérebro. Belzer, no entanto, caiu inconsciente no chão e começou a sangrar profusamente. Sua lesão exigiu oito pontos. Mais tarde, Belzer processou Hogan por US$ 5 milhões, mas eles acabaram se estabelecendo fora do tribunal. Na noite anterior à WrestleMania, Hogan e Mr. T apresentaram um episódio do Saturday Night Live para ajudar a promover o evento.

## Evento

### Lutas preliminares
Gene Okerlund abriu o evento cantando o hino nacional. A cantora originalmente pretendida, uma celebridade convidada que Okerlund e Vince McMahon se recusaram a nomear, não apareceu.
A primeira luta foi entre Tito Santana e The Executioner (Buddy Rose). Santana venceu a luta depois de aplicar um figure four leglock em The Executioner, que foi um tiro no atual Campeão Intercontinental Greg Valentine, já que figure four foi seu movimento final.
Após a luta, King Kong Bundy (acompanhado de Jimmy Hart) e Special Delivery Jones foram ao ringue. Depois de esmagar seu oponente contra o turnbuckle e cair sobre ele de barriga para baixo, Bundy derrotou Jones. O tempo oficial da WWF para a luta é um tempo recorde de nove segundos (um recorde já superado por The Rock derrotando Erick Rowan na WrestleMania 32), embora a luta tenha durado 25 segundos.
A próxima partida foi entre Ricky Steamboat e Matt Borne. Steamboat levou a vantagem inicial no confronto, até que Borne o virou e o jogou no tapete usando um belly-to-belly suplex. Depois de realizar um flying crossbody Steamboat derrotou Borne para a vitória.
Terminada a luta, David Sammartino, acompanhado de seu pai, Bruno Sammartino, e Brutus Beefcake, acompanhado de Johnny Valiant, subiram ao ringue. A ação favoreceu ambos os competidores, pois cada lutador alternava tendo a vantagem. Depois que Beefcake jogou David Sammartino para fora do ringue, Valiant o levantou e o jogou no chão de cimento. Ele então empurrou Sammartino de volta ao ringue antes de ser atacado por Bruno. Pouco tempo depois, todos os quatro homens começaram a lutar no ringue, e a luta terminou em no-contest.
A primeira defesa de título da WrestleMania foi entre Junkyard Dog e o atual Campeonato Intercontinental dos Pesos-Pesados da WWF, Greg Valentine, que foi acompanhado ao ringue por seu empresário Jimmy Hart. Junkyard Dog começou a luta na posição ofensiva, dando cabeçadas e socos em Valentine. Enquanto a ação ia e voltava, Hart subiu no avental do ringue, onde Valentim acidentalmente o acertou. Mais tarde, Valentine prendeu Junkyard Dog com os pés nas cordas para alavancar, o que é uma manobra ilegal. Como resultado, Tito Santana correu até o ringue e explicou ao árbitro o que havia acontecido e a partida foi reiniciada. Junkyard Dog acabou vencendo a luta por contagem, já que Valentine não conseguiu entrar novamente no ringue. Valentim, no entanto, manteve seu título, pois os títulos não mudam de mãos através da contagem.
A luta seguinte foi pelo Campeonato de Duplas da WWF. Nikolai Volkoff e The Iron Sheik, acompanhados ao ringue por Freddie Blassie, desafiaram os atuais campeões, The U.S. Express (Mike Rotundo e Barry Windham), acompanhados por Lou Albano. O U.S. Express dominaram a parte inicial da partida até que Volkoff e The Sheik começaram a ganhar vantagem ofensiva sobre Rotundo. Rotundo então marcou Windham, que executou um bulldog em The Sheik. Depois de quase ser imobilizado, o Sheik atingiu Windham na cabeça com a bengala de Blassie enquanto o árbitro estava de costas. Depois que Volkoff conseguiu o pin, Volkoff e The Sheik foram coroados como os novos campeões de duplas, tornando-se as primeiras pessoas a ganhar um campeonato na WrestleMania.

### Lutas principal
A próxima luta do card foi um Body Slam Challenge de $15.000 entre André the Giant e Big John Studd, que foi acompanhado por Bobby Heenan. A estipulação da luta era que André the Giant tivesse que fazer um body slam em Studd para ganhar $ 15.000 e, se ele falhasse, seria forçado a se aposentar. Após iniciar a partida na posição defensiva, André contra-atacou com costeletas e cabeçada. A partir de então André controlou a luta e depois de enfraquecer os joelhos de Studd com vários chutes, André conseguiu levantar Studd sobre seus ombros e executar um body slam para vencer a luta. Depois que André recebeu seu prêmio em dinheiro, ele começou a jogar o dinheiro para o público. Heenan, no entanto, agarrou a bolsa com o restante dos ganhos e correu do ringue. Como resultado da luta, André foi capaz de continuar sua carreira e sua sequência invicta na WWF ficou ilesa.
Depois que todos os homens deixaram o ringue, chegou a hora da luta pelo Campeonato Feminino da WWF entre Wendi Richter, comandada pela cantora Cyndi Lauper, e Leilani Kai, comandada pela ex-campeã The Fabulous Moolah. Logo após o início da partida, Moolah agarrou Richter quando ela estava do lado de fora no chão, mas Lauper a salvou de um ataque. Kai então executou um flying crossbody da corda superior, mas Richter usou o impulso de Kai para enrolar Kai em uma posição de imobilização. Com este pin, Richter se tornou a nova campeã feminina.
O evento principal e a última luta da noite colocaram Hulk Hogan, o atual Campeão Mundial dos Pesos-Pesados da WWF, e Mr. T, acompanhado por Jimmy Snuka, contra "Rowdy" Roddy Piper e "Mr. Wonderful" Paul Orndorff, acompanhado por "Cowboy" Bob Orton. O boxeador profissional Muhammad Ali foi o árbitro convidado especial (do lado de fora do ringue), o gerente do New York Yankees, Billy Martin, foi o locutor convidado do ringue, enquanto Liberace (acompanhado por The Rockettes) foi o cronometrista convidado. Primeiro, Piper, Orndorff e Orton foram até o ringue liderados pela Scottish and Irish Imports Pipe Band de Annapolis, Maryland (Tim Carey, Pipe Major), fazendo a multidão vaiar. Os favoritos do público Hogan, Mr. T e Snuka foram para o ringue em seguida. A luta começou com Mr. T e Piper no ringue e os dois trocaram golpes. No meio da partida, todos os quatro homens começaram a brigar no ringue, e Muhammad Ali deu um soco em Piper na tentativa de restaurar a ordem. Depois que a ordem da partida foi restaurada, Orndorff e Piper tiveram a vantagem ofensiva. Como Orndorff prendeu Hogan em um nelson completo, Orton subiu na corda superior para tentar nocautear Hogan. Em vez disso, Orton erroneamente acertou Orndorff, e Hogan o derrotou para vencer a partida. Frustrado, Piper nocauteou o oficial do ringue, Pat Patterson, antes que ele e Orton recuassem para os bastidores, deixando Orndorff sozinho no ringue com Hogan, Mr. T e Snuka.

## Após o evento

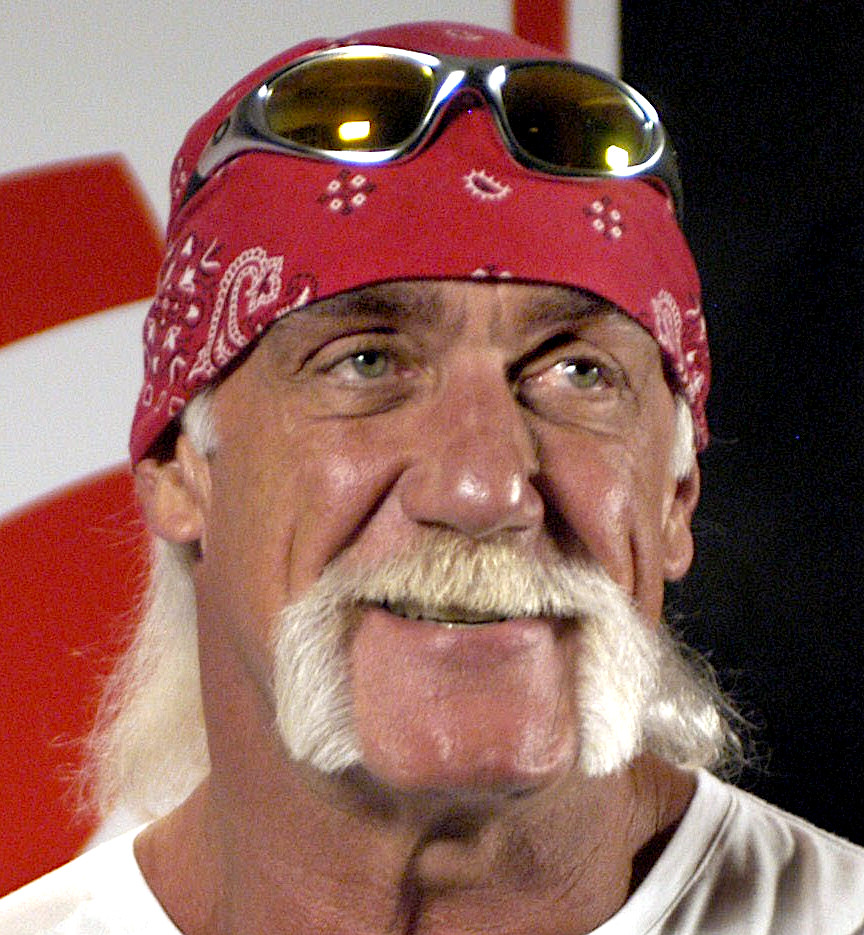
O astro da World Wrestling Entertainment Hulk Hogan.

Aproximadamente três meses depois da WrestleMania, em 6 de julho de 1985, Greg Valentine perdeu o Campeoanato Intercontinental de volta para Tito Santana em um cage match. Mais ou menos na mesma época, Nikolai Volkoff e The Iron Sheik perderam o Campeonato de Duplas da WWF de volta para o The U.S. Express. Eles mantiveram o título até agosto, quando o time de Brutus Beefcake e Greg Valentine, mais tarde conhecido como Dream Team, se tornaram os novos campeões. Em 8 de julho de 1985, Don Muraco venceu o torneio inaugural King of The Ring ao derrotar o Iron Sheik nas finais. Depois que André the Giant derrotou Big John Studd no evento, Studd formou uma dupla com King Kong Bundy, e a dupla enfrentou André e Hulk Hogan em várias ocasiões. Mais tarde, a equipe de Studd e Bundy se uniram em uma luta handicap - uma luta de dois contra um - contra André, que renovou a rivalidade entre André e Studd.
No final de 1985, Wendi Richter perdeu o Campeonato Feminino da WWF de forma controversa. Ela lutou com uma lutadora mascarada conhecida como The Spider Lady, que derrotou Richter para ganhar o título. Após a luta, a Dama Aranha foi revelada como a Fabulosa Moolah. Este acabamento foi um parafuso, ou seja, um participante (neste caso Richter) não sabia da mudança de título planejada. Richter deixou a WWF logo depois, e Moolah manteve o título por aproximadamente dois anos.
Em um novo enredo após a WrestleMania, Roddy Piper começou a treinar Bob Orton como boxeador. Hulk Hogan aceitou um desafio em nome de Mr. T para enfrentar Orton em uma luta no Saturday Night's Main Event V de 15 de fevereiro de 1986. Depois que Mr. T venceu a luta, Orton e Piper o atacaram, levando a uma luta de boxe na WrestleMania 2 entre Piper e Mr. T. Na segunda WrestleMania anual, Piper foi desqualificada na quarta rodada.

## Recepção
John Powell do Slam! Wrestling classificou o evento como médio, citando que "não foi o melhor". Apesar de sua classificação geral, ele elogiou vários momentos, incluindo Orton acertando Orndorff com seu elenco, a vitória de King Kong Bundy e André the Giant jogando o dinheiro na multidão. Powell listou a luta do Mr. T como seu momento menos favorito do pay-per-view, dizendo que a luta do evento principal, na qual o Mr. T participou, foi bem-humorada apesar de sua falta de luta técnica. A Pro Wrestling Illustrated premiou a luta do evento principal com a honra anual Luta do Ano da PWI. O evento foi incluído em um especial de julho de 2007 que foi ao ar na MSG Network intitulado "The 50 Greatest Moments at Madison Square Garden", ficando em 30º lugar.
Na edição de dezembro de 2002 da Wrestling Digest, a luta principal do evento foi listada como número cinco nas vinte e cinco lutas mais memoráveis dos últimos vinte e cinco anos. Ecoando os pensamentos de John Powell, Kevin Eck da Wrestling Digest declarou: "A luta em si estava longe de ser um clássico do wrestling técnico, mas entregou em termos de entretenimento da multidão." Em outro artigo da Wrestling Digest, escrito por Keith Loria, o evento principal ficou em terceiro lugar entre as dez melhores lutas da história da WrestleMania. Em contraste com Powell, Loria acreditava que o Mr. T "provou ser um grappler adequado".

## Resultados
| Nº                                          | Resultados                                                                                      | Estipulações                                                                                                 | Tempo |
| ------------------------------------------- | ----------------------------------------------------------------------------------------------- | --- | ----- |
| 1                                           | Tito Santana derrotou The Executioner                                                           | Luta individual                                                                                              | 4:49  |
| 2                                           | King Kong Bundy derrotou Special Delivery Jones                                                 | Luta individual                                                                                              | 0:25  |
| 3                                           | Ricky Steamboat derrotou Matt Borne                                                             | Luta individual                                                                                              | 4:39  |
| 4                                           | Brutus Beefcake vs. David Sammartino terminou em dupla desqualificação                          | Luta individual                                                                                              | 11:43 |
| 5                                           | Junkyard Dog derrotou Greg Valentine (c) por contagem                                           | Luta individual pelo Campeonato Intercontinental dos Pesos-Pesados da WWF                                    | 6:55  |
| 6                                           | Nikolai Volkoff e The Iron Sheik derrotaram The U.S. Express (Mike Rotundo e Barry Windham) (c) | Luta de duplas pelo Campeonato de Duplas da WWF                                                              | 6:55  |
| 7                                           | André the Giant derrotou Big John Studd (com Bobby Heenan)                                      | Carreira vs. Desafio Body Slam de $ 15.000                                                                   | 5:53  |
| 8                                           | Wendi Richter derrotou Leilani Kai (c)                                                          | Luta individual pelo Campeonato Feminino da WWF                                                              | 6:14  |
| 9                                           | Hulk Hogan e Mr. T derrotaram Roddy Piper e Paul Orndorff                                       | Luta de duplas Pat Patterson como árbitro convidado especial e Muhammad Ali como executor convidado especial | 13:34 |
| (c) – Refere-se aos campeões antes da luta. |                                                                                                 | |       |